# Костанай таны
Костанай таны (каз. «Қостанай таңы») — областная общественно-политическая газета в Костанайской области Казахстана. Выходит 3 раза в неделю на казахском и русском языках.
Первый номер был напечатан 25 июня 1922 года под названием «Ауыл» («Аул»). По сведениям КНЭ, губернская газета с 1923 года, в 1928—1930 — окружная газета. После реорганизации округа в район называлась «Колхоз жолында» (1930—1931), «Социалды ауыл» (1931—1932), «Социалды еңбек» (1932—1935), «Сталин жолы» (1935—1936), «Большевиктік жол» (1936—1953), «Коммунизм жолы» (1953-63), «Коммунизм таңы» (1966-91). С 1991 года называется «Қостанай таңы».
Основателями газеты были классики казахской советской литературы Беимбет Майлин и Мухамеджан Сералин.

## Главные редакторы и известные журналисты
- первые редакторы, 1923—1926 — Мухамеджан Сералин.
- … — 2014 — Жайберген Болатов
- с 2014 по н.в. — Жанузак Аязбеков

Проработавший в газете 43 года старший корреспондент, первый заместитель главного редактора Салим Токмурзинович Мендыбаев в 2014 году удостоен звания «Почетный гражданин Костаная».